# Timmy Mayer
Timmy Mayer (n. 22 februarie 1938 - d. 28 februarie 1964) a fost un pilot de curse auto american care a evoluat în Campionatul Mondial de Formula 1 în sezonul 1962.